# Battaglia di Dettingen
La battaglia di Dettingen fu combattuta il 27 giugno 1743 vicino l'omonimo villaggio della Baviera tra l'Esercito Prammatico comandato da re Giorgio II e quello francese del Duca di Noailles nel corso della Guerra di successione austriaca. Fu l'ultima volta che un sovrano britannico guidò personalmente le sue truppe sul campo di battaglia.
Le forze britanniche, alleate con quelle dell'Hannover e dell'Assia, sconfissero l'esercito francese nello scontro che si svolse nei pressi del fiume Meno nei pressi di Francoforte, sul fronte bavarese. Il villaggio di Dettingen è attualmente il villaggio di Karlstein am Main, nell'estrema parte nord-occidentale della Baviera, a circa 300 chilometri da Monaco di Baviera.

## Preludio

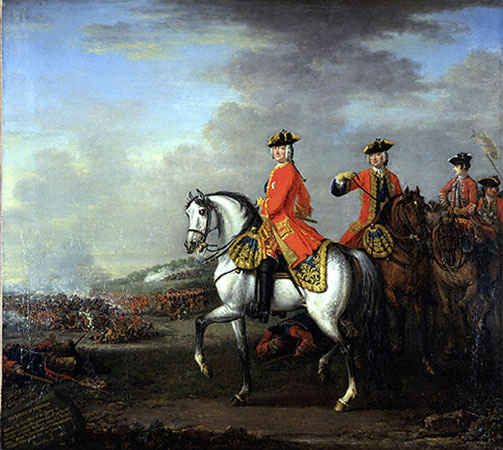
Giorgio II sul campo della battaglia di Dettingen

L'esercito alleato noto come Esercito Prammatico per il fatto che essa era composta dalla confederazioni di stati che avevano supportato la Prammatica sanzione del 1713 che voleva Maria Teresa sovrana della monarchia asburgica.
Le forze inglesi di 16 000 uomini al comando di John Dalrymple, II conte di Stair, erano sbarcate ad Ostenda nei Paesi Bassi austriaci il 10 luglio 1742. Qui avevano dato vita all'Esercito Prammatico di 44 000 uomini, tra cui 16 000 hannoveriani, oltre a reclute austriache, assiane e olandesi. L'armata si assemblò ma rimase inattiva sino al gennaio del 1743, quando re Giorgio II ordinò a Dalrymple di marciare in Germania, lasciando gli assiani ed alcune truppe austriache a proteggere le posizioni inglesi nei Paesi Bassi.
Le divisioni interne alla Repubblica delle Sette Province Unite riuscirono a recuperare poi altri 20 000 uomini del loro esercito ma arrivarono troppo tardi per prendere parte alla campagna.
Il comandante austriaco, il duca di Arenberg, propose di seguire il Neckar e marciare verso la Baviera, ma re Giorgio temeva un attacco da parte dei prussiani sull'Hannover e per questo decise di marciare a nord verso il fiume Meno, mantenendosi aperte tutte le opzioni.
Il 17 giugno di quello stesso anno l'esercito pose il proprio accampamento a Kleinostheim e ad Aschaffenburg. Re Giorgio II, accompagnato da 25 squadroni di cavalleria inglese e hannoveriana, giunse il 19 giugno successivo per prendere il comando generale delle operazioni.
Dal 27 giugno, i francesi avevano tagliato la linea di rifornimenti dell'Esercito Prammatico, rendendosi necessario un ritiro su Hanau, proprio ciò che la Francia voleva coi 45 000 uomini di Noailles.

## La battaglia

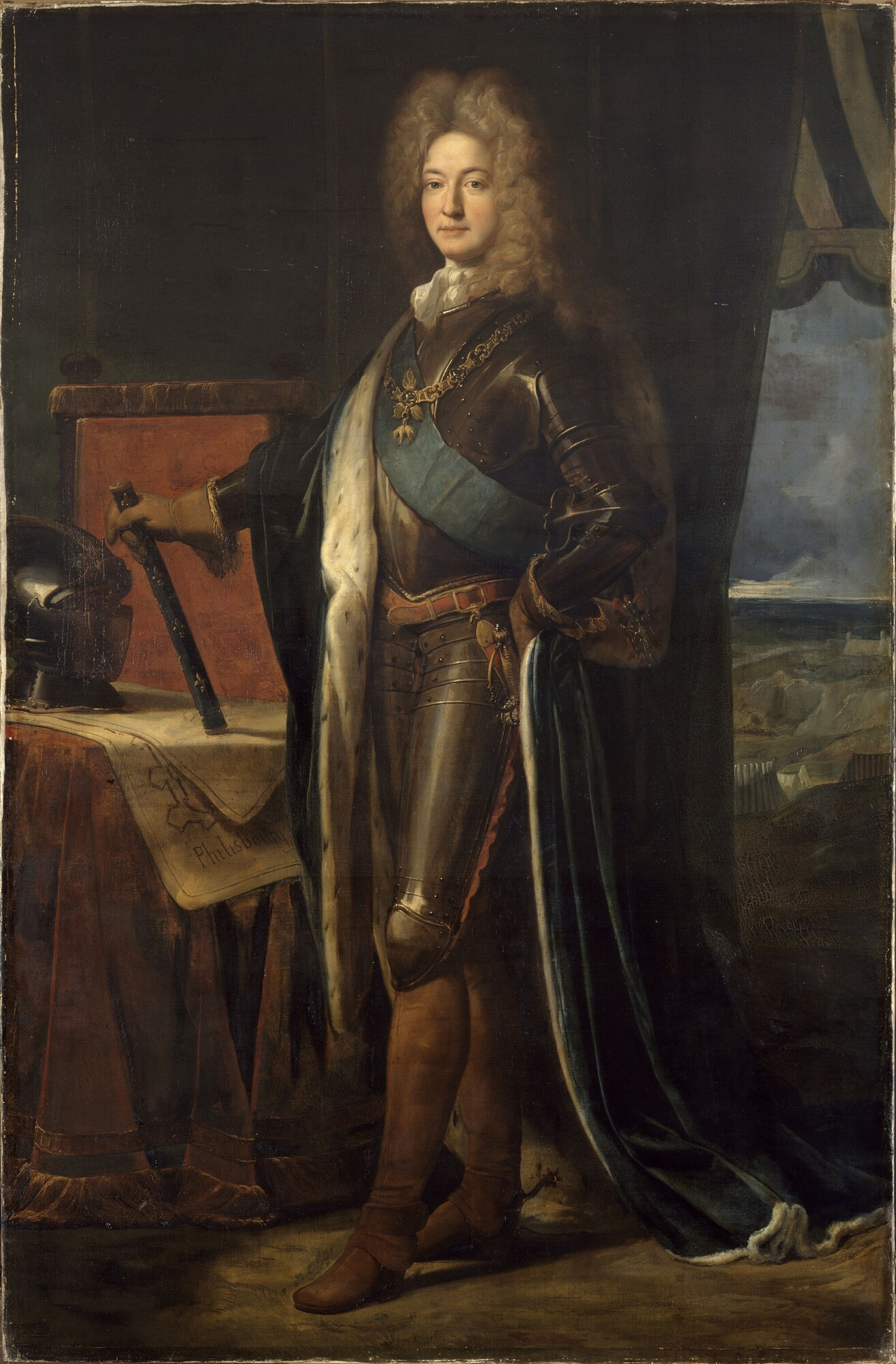
Adrien-Maurice, duca di Noailles.

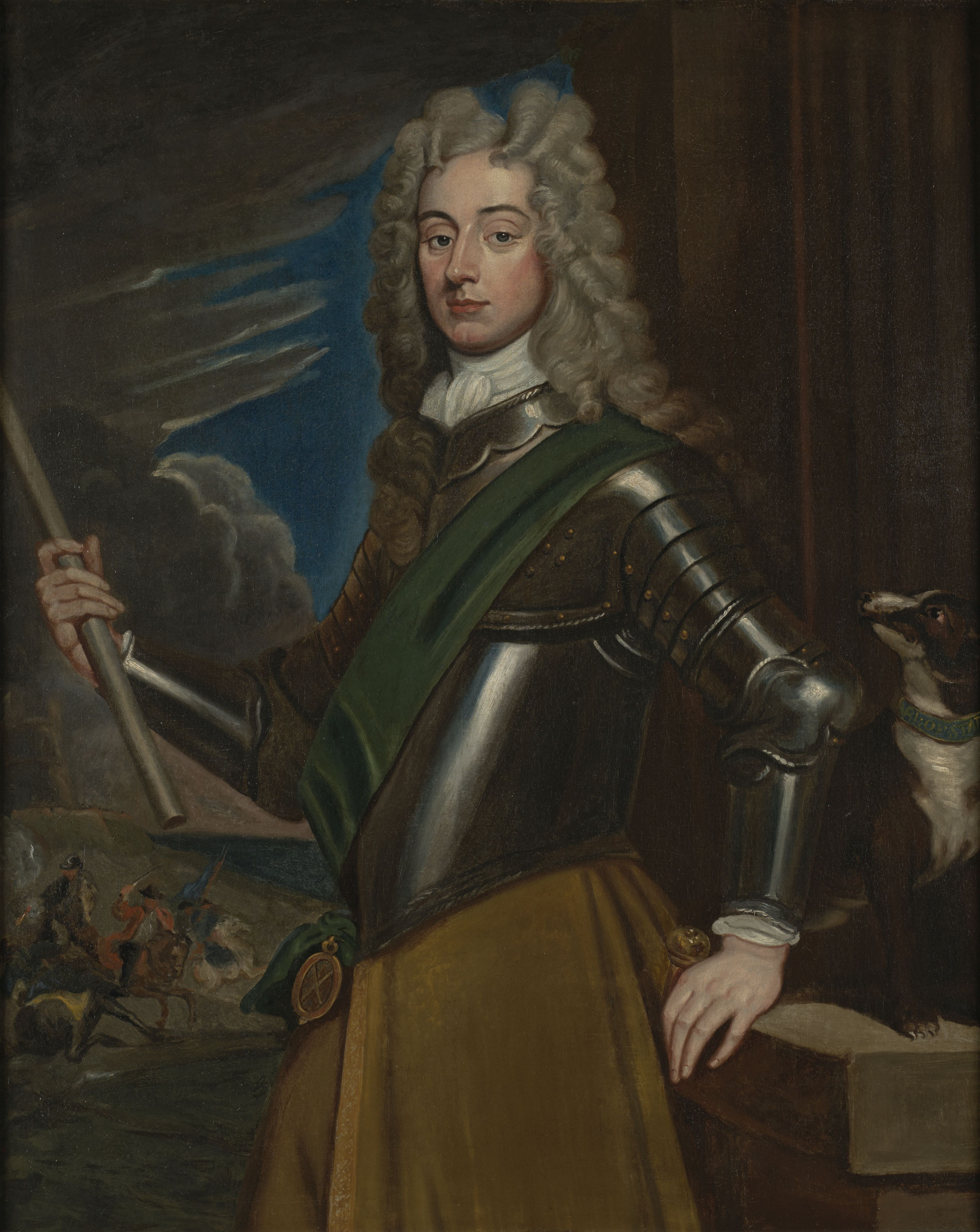
John Dalrymple, lord Stair

Il 27 giugno, l'Esercito Prammatico marciò ad ovest dal villaggio di Aschaffenburg, lungo la linea della riva nord del fiume Meno, proprio nella famosa 'trappola mortale' preparata da Noailles presso il villaggio di Dettingen tagliando le linee alleate nella ritirata verso Hanau. Qui, dietro le colline di Forbach che corrono presso il Meno, Noailles aveva predisposto il duca di Gramont con 23 000 uomini e altre 12 000 truppe stavano marciano a sud da Aschaffenburg attraversando il Meno dietro le linee alleate.
Passarono circa sei ore prima che inglesi, austriaci e hannoveriani riuscissero a formare un'avanzata in una posizione così confinata. Ad un certo punto, il cavallo di Giorgio II si imbizzarrì e partì al galoppo, venendo provvidenzialmente fermato dall'alfiere Cyrus Trapaud, che ricevette una promozione come ricompensa. James Wolfe scrisse che il Prammatico era composta da 9 reggimenti di fanteria britannica e da 4 o 5 reggimenti austriaci e hannoveriani. Giunti quasi a mezzogiorno, contro gli ordini dati, Gramont impazientemente attaccò gli alleati con la cavalleria della Maison du Roi, inizialmente con successo, riuscendo a rompere le file inglesi, catturando un gran numero di bandiere.
La fanteria francese fece seguito all'attacco ed ebbe inizialmente la meglio sul campo, riuscendo a sbaragliare la fanteria inglese. Ad ogni modo, l'immediata controcarica inglese costrinse l'artiglieria francese a cedere. Una brigata austriaca di tre reggimenti avanzò nella parte di distanza lasciata dalla ritirata britannica e caricò la fanteria francese sul fianco con gran parte dell'artiglieria dell'Hannover. La linea francese collassò con gli alleati che avanzavano e di conseguenza venne aperta la via verso Hanau così che gli inglesi poterono riprendere la loro linea di rifornimenti.

## Conseguenze
Con la sconfitta francese a Dettingen, il duca di Noailles perse la migliore opportunità che aveva di vincere la guerra. L'eventuale vittoria dei francesi sugli inglesi o la loro resa per fame, avrebbe inoltre avuto la possibilità da parte di Luigi XV di avere come proprio prigioniero Giorgio II in persona, trovandosi nelle condizioni di poter dettare legge sui vinti.
La vittoria di Giorgio II sull'esercito francese a Dettingen ebbe vasta eco in tutta Europa e fu celebrata in una famosa composizione musicale di Georg Friedrich Händel dal titolo Dettingen Te Deum.